# Парламентские выборы на Ямайке (2016)
Парламентские выборы на Ямайке проходили 25 февраля 2016 года. Выборы стали главным образом борьбой между правящей Народной национальной и оппозиционной Лейбористской партиями. В результате минимальную победу одержала Лейбористская партия, получив 32 из 63 мест парламента. Один из политических комментаторов оценил это как «самые близкие выборы, когда-либо проходившие на Ямайке».
Перевес, с которым выиграла Лейбористская партия, стал самым небольшим с выборов 1962 года, когда она получила 50,0 % голосов. Большинство в парламенте оказалось самым минимальным с 1949 года. Лишь одно место определило победу лейбористов.

## Избирательная система
Все 63 члена Палаты представителей двухпалатного парламента Ямайки избираются по одномандатным округам относительным большинством. Кандидаты должны быть старше 21 года. Избирать имеет право любой гражданин Содружества наций, проживающий на Ямайке и старше 18 лет. Кандидат должен собрать не менее 10 подписей избирателей соответствующего избирательного округа. Номинация должна быть предоставлена в течение 4 часов в определённый день номинации.

## Результаты
| Партия                                     | Голоса    | %     | Места | +/- |
| ------------------------------------------ | --------- | ----- | ----- | --- |
| Лейбористская партия                       | 437 178   | 50,10 | 32    | +11 |
| Народная национальная партия               | 433 629   | 49,69 | 31    | -11 |
| Народная Политическая партия Маркуса Гарви | 260       | 0,03  | 0     | 0   |
| Национальное демократическое движение      | 223       | 0,03  | 0     | 0   |
| Народная прогрессивная партия              | 91        | 0,01  | 0     | New |
| Независимые                                | 1233      | 0,14  | 0     | 0   |
| Недействительных/пустых бюллетеней         | 9875      | -     | -     | -   |
| Всего                                      | 882 489   | 100   | 63    | 0   |
| Зарегистрированных избирателей/Явка        | 1 824 412 | 48,37 | -     | -   |
| Источник: Избирательнай комиссия           |           |       |       |     |